# Единствен ти
Единствен ти е петият студиен албум на певицата Анелия. Издаден е от Пайнер на 19 май 2008 година и включва 12 песни. Съдържа хитовете ѝ „Завинаги“ и „Единствен ти“. 

## Песни
| #  | Песен                             | Музика                | Аранжимент                      | Текст                   | Времетраене |
| -- | --------------------------------- | --------------------- | ------------------------------- | ----------------------- | ----------- |
| 1  | Запомни                           | Анелия                | Иван Иванов и Александър Дойчев | Анелия                  | 03:45       |
| 2  | Дъх                               | Fivos                 | Симеон Сомлев                   | Мартияна Петкова        | 03:49       |
| 3  | Следа от любовта                  | Светослав Лобошки     | Светослав Лобошки               | Лиляна Димова           | 04:24       |
| 4  | Забрави за мен                    | Стамен Янев           | Стамен Янев                     | Деси Софранова          | 03:17       |
| 5  | Завинаги (дует с Миро)            | Анелия и Миро         | Deep Zone Project               | Анелия и Миро           | 03:45       |
| 6  | Трети път                         | Светослав Лобошки     | Светослав Лобошки               | Мариета Ангелова        | 03:16       |
| 7  | Въпрос за любовта                 | Мартин Биолчев        | Мартин Биолчев                  | Анелия и Мартин Биолчев | 03:36       |
| 8  | Единствен ти                      | Анелия                | Светослав Лобошки               | Мариета Ангелова        | 03:10       |
| 9  | Ти си слънцето в мен              | Тодор Димитров-Токича | Тодор Димитров-Токича           | Крамена Димитрова       | 03:09       |
| 10 | Все едно ми е                     | Даниел Ганев          | Даниел Ганев                    | Лиляна Димова           | 04:28       |
| 11 | Завинаги (club remix-дует с Миро) | Анелия и Миро         | Deep Zone Project               | Анелия и Миро           | 03:16       |
| 12 | Следа от любовта (инструментал)   | Светослав Лобошки     | Светослав Лобошки               | –                       | 04:24       |

## Видеоклипове
| Видеоклип            | Премиера | Албум        | Режисьор                |
| -------------------- | -------- | ------------ | ----------------------- |
| Ти си слънцето в мен | 2007     | Единствен ти | Тенчо Янчев             |
| Завинаги             | 2007     | Единствен ти | Васил Стефанов          |
| Единствен ти         | 2007     | Единствен ти | Людмил Иларионов – Люси |
| Дъх                  | 2007     | Единствен ти | Людмил Иларионов – Люси |
| Следа от любовта     | 2008     | Единствен ти | Николай Нанков          |
| Все едно ми е        | 2008     | Единствен ти | Тенчо Янчев             |
| Трети път            | 2008     | Единствен ти | Людмил Иларионов – Люси |

## ТВ Версии
| Видеоклип    | Албум        | Програма                                 |
| ------------ | ------------ | ---------------------------------------- |
| Дъх          | Единствен ти | Новогодишна програма „От всичко най-най“ |
| Единствен ти | Единствен ти | Новогодишна програма „От всичко най-най“ |

## Музикални успехи и награди
| Получател              | Музикални успехи и награди                                                    | –                                              |
| ---------------------- | ----------------------------------------------------------------------------- | ---------------------------------------------- |
| Завинаги (дует с Миро) | Първо място в класацията за авторска песен, за фолк хит и за видеоклип        | сп. Нов фолк                                   |
| Завинаги (дует с Миро) | Дует на годината (2007)                                                       | Годишни музикални награди на ТВ Планета        |
| Завинаги (дует с Миро) | Видеоклип годината (2007)                                                     | Годишни музикални награди на ТВ Планета        |
| Завинаги (дует с Миро) | Дует на годината (2007)                                                       | сп. Нов фолк                                   |
| Завинаги (дует с Миро) | Дует на годината (2007)                                                       | Годишни музикални награди на радио „Романтика“ |
| Единствен ти           | Първо място в класацията за авторска песен, за фолк хит и за видеоклип (2007) | сп. Нов фолк                                   |
| Единствен ти           | Албум на годината (2008)                                                      | Годишни музикални награди на радио „Романтика“ |
| Единствен ти           | Албум на годината (2008)                                                      | сп. Нов фолк                                   |
| Следа от любовта       | Първо място в класацията за авторска песен, за фолк хит и за видеоклип (2008) | сп. Нов фолк                                   |
| Трети път              | Хит на лятото (2008)                                                          | Фолкмаратон                                    |
| Анелия                 | Специална награда за цялостна работа през 2008 г.                             | Годишни музикални награди на ТВ Планета        |

## Музикални изяви

### Участия в концерти
- Турне „Планета Дерби“ 2007 – изп. „Ти си слънцето в мен“, „Щом си до мен“, „До зори“, „Вятър в косите ти“, „Не знаеш“, „Само за миг“, „Всичко води към теб“ и „Завинаги“
- 6 години телевизия „Планета“ – изп. „Единствен ти“ и „Завинаги“
- Награди на телевизия „Планета“ за 2007 г. – изп. „Единствен ти“, „Дъх“ и „Завинаги (ремикс)“
- Награди на списание „Нов фолк“ за 2007 г. – изп. „Завинаги (ремикс)“
- Турне „Планета Дерби Плюс“ 2008 – изп. „Единствен ти“, „Дъх“, „Погледни ме в очите (ремикс)“, „Все едно ми е“, „Завинаги (ремикс)“, „Трети път“ и „Следа от любовта“